# Inés Gorrochategui
Inés Gorrochategui (Córdoba, Argentina, 13 de junio de 1973) es una extenista argentina. Su mejor puesto fue el número 19 en el ranking de la WTA.

## Carrera
Los primeros pasos en el tenis los dio en el Jockey Club de Córdoba incentivada por su papá.
Con tan solo 18 años Inés disputó la final de Roland Garros en juniors contra Anna Smashnova, con la que perdió 2-6, 7-5,6-1. Sin embargo en la misma edición si pudo coronarse campeona de dobles junto a la española Eva Bes, junto a quien le ganó a las checas Zdeňka Málková y Eva Martincová por 6-1,6-3.
En 1994 llegó a cuartos de final en Roland Garros donde perdió con Steffi Graf, y al año siguiente llegó a los octavos de Wimbledon donde volvió a caer ante Graf.
Participó del Equipo de Fed Cup de Argentina en 1990, entre 1992 y 1995, en 1998 y 1999.
En enero de 2000, a pesar de ser 79.º en el ranking mundial y la N.º 2 argentina, detrás de Paola Suárez, las lesiones en la rodilla y espalda le hicieron tomar la decisión de abandonar el deporte profesional cuando apenas tenía 26 años.

## Finales en el circuito WTA

### Dobles (7-7)
| Resultado | Fecha                  | Ciudad                                    | Superficie | Compañera         | Rivales                            | Marcador      |
| Victoria  | 2 de diciembre de 1991 | São Paulo, Brasil                         | Arcilla    | Mercedes Paz      | Renata Baranski Laura Glitz        | 6-2, 6-2      |
| Victoria  | 27 de abril de 1992    | Tarento, Italia                           | Arcilla    | Amanda Coetzer    | Rachel McQuillan Radka Zrubáková   | 4-6, 6-3, 7-6 |
| Derrota   | 5 de abril de 1993     | Torneo de Amelia Island, Estados Unidos   | Arcilla    | Amanda Coetzer    | Manuela Maleeva Leila Meskhi       | 3-6, 6-3, 6-4 |
| Victoria  | 12 de julio de 1993    | Torneo de Praga, República Checa          | Arcilla    | Patricia Tarabini | Laura Golarsa Caroline Vis         | 6-2, 6-1      |
| Derrota   | 30 de agosto de 1993   | Abierto de Estados Unidos, Estados Unidos | Dura       | Amanda Coetzer    | Arantxa Sánchez Helena Suková      | 6-4, 6-2      |
| Victoria  | 10 de octubre de 1993  | Torneo de Budapest, Hungría               | Carpeta    | Caroline Vis      | Sandra Cecchini Patricia Tarabini  | 6-1, 6-3      |
| Derrota   | 1 de noviembre de 1993 | Torneo de Stanford, Estados Unidos        | Carpeta    | Amanda Coetzer    | Patty Fendick Meredith McGrath     | 6-2, 6-0      |
| Derrota   | 4 de abril de 1994     | Torneo de Amelia Island, Estados Unidos   | Arcilla    | Amanda Coetzer    | Arantxa Sánchez Larisa Savchenko   | 6-2, 6-7, 6-4 |
| Derrota   | 13 de junio de 1994    | Torneo de Eastbourne, Reino Unido         | Césped     | Helena Suková     | Gigi Fernández Natasha Zvereva     | 6-7, 6-4, 6-3 |
| Victoria  | 3 de abril de 1995     | Torneo de Amelia Island, Estados Unidos   | Arcilla    | Amanda Coetzer    | Nicole Arendt Manon Bollegraf      | 6-2, 3-6, 6-2 |
| Victoria  | 15 de mayo de 1995     | Torneo de Berlín, Alemania                | Carpeta    | Amanda Coetzer    | Larisa Savchenko Gabriela Sabatini | 6-1, 6-3      |
| Derrota   | 19 de mayo de 1997     | Abierto de España                         | Arcilla    | Irina Spîrlea     | Mary Joe Fernández Arantxa Sánchez | 6-3, 6-2      |
| Victoria  | 21 de julio de 1997    | Torneo de Varsovia, Polonia               | Arcilla    | Ruxandra Dragomir | Meike Babel Catherine Barclay      | 6-4, 6-0      |
| Derrota   | 7 de junio de 1999     | Torneo de Birmingham, Reino Unido         | Césped     | Alexandra Fusai   | Corina Morariu Larisa Savchenko    | 4-6, 4- 6     |